# Jake Toolson
Jake Toolson (Gilbert (Arizona); 6 de marzo de 1996) es un jugador profesional estadounidense de baloncesto, que mide 1,96 metros y actualmente se encuentra sin equipo.

## Profesional
Es un escolta formado en Highland High School en Gilbert (Arizona) antes de formar parte de la Universidad Brigham Young, situada en Provo, en el estado de Utah. Desde 2014 a 2016, formaría parte de los BYU Cougars con los que disputaría la NCAA I. Tras una temporada en blanco, en 2017 ingresa en la Universidad del Valle de Utah, ubicada en Orem, Utah, donde jugaría dos temporadas con los Utah Valley Wolverines desde 2017 a 2019.
En la temporada 2019-20, regresa a la Universidad Brigham Young, para jugar en los BYU Cougars, su última temporada universitaria.
Tras no ser elegido en el draft de la NBA de 2020, el 21 de noviembre de 2020 Toolson firmó un contrato Exhibit 10 con Utah Jazz, pero sería asignado a los Salt Lake City Stars, filial de Utah Jazz en la NBA G League.
El 14 de febrero de 2021, sufrió una lesión que puso fin a la temporada y posteriormente fue dado de baja su contrato después de un partido.
El 4 de junio de 2021, Toolson firmó con BG 74 Göttingen de la Basketball Bundesliga alemana.